# Perotrochus metivieri
Perotrochus metivieri (Anseeuw & Goto, 1995) é uma espécie de molusco gastrópode marinho da família Pleurotomariidae, nativa da região oeste do oceano Pacífico.

## Descrição
Perotrochus metivieri possui concha frágil e leve, em forma de turbante, com pouco mais de 6 centímetros. Coloração branca a creme.

## Distribuição geográfica
São encontrados em águas profundas do oeste do oceano Pacífico (Região sul da China).